# Heinrich de Bary
Johann Heinrich de Bary(-Gontard) (* 24. Juli 1803 in Frankfurt am Main; † 23. Juli 1872 ebenda) war ein Kaufmann und Politiker der Freien Stadt Frankfurt.

## Leben
De Bary war der Sohn des Kaufmanns Samuel de Bary (1776–1853) und dessen Ehefrau Johannetta Veronika Henrietta geborene Jordis (1783–1813).
Er lebte als Kaufmann und Bankier in Frankfurt am Main und war Teilhaber der Firma Heinrich Gontard & Co. Von 1840 bis 1849 war er Mitglied und von 1848 bis 1849 Subsenior (stellvertretender Vorsitzender) der Frankfurter Handelskammer. Von 1854 bis 1867 gehörte er dem größeren Bankausschuss der Frankfurter Bank an.
Er gehörte von 1852 bis 1854 und von 1856 bis 1857 dem Gesetzgebenden Körper der Freien Stadt Frankfurt an. Daneben war er von 1845 bis 1861 Mitglied der Ständigen Bürgerrepräsentation der Freien Stadt Frankfurt.